# Tariska István
Tariska István (Kölcse, 1915. június 28. – Budapest, 1989. február 5.) orvos, neurológus, az MTA levelező tagja.

## Életpályája
Tariska István apja, Tariska Sándor Kölcse református lelkipásztora volt. Az elemi iskolát Kölcsén végezte, majd a hajdúböszörményi Kálvineumba került, ahol 1933-ban tett érettségi vizsgát. Rögtön ezt követően a Debreceni Magyar Királyi Tisza István Tudományegyetem Orvostudományi Karának hallgatója lett, majd 1939-ben orvosi diplomát szerzett. 1939-től 1943-ig a debreceni idegklinikán dolgozott díjtalan gyakornokként.
1943-tól 1944-ig az angyalföldi elmegyógyintézetben tiszteletdíjas orvosi állást töltött be. 1944-ben szakorvosi képesítést szerzett ideggyógyászatból, és az egyetemi klinikán neuropatológiai, neurológiai gyógyító- és kutatómunkát folytatott.
Még gimnazistaként belépett Bajcsy-Zsilinszky Endre Nemzeti Radikális Pártjába. Egyetemi évei alatt ismerkedett meg a marxizmussal, és a baloldali Egyetemi Kör tagjaként aktívan részt vett a Kommunisták Magyarországi Pártja irányítása alatt működő Márciusi Front mozgalomban. 1940-től illegális munkát végezve maga is a KMP tagja lett. 1943-tól 1944-ig politikai megbízásokat teljesített Békepárt vezetői számára. Csak a háború legvégén vezényelték a frontra, majd pedig egy hónapos szovjet hadifogságot követően hazatérhetett.
1944 vége és 1945 júliusa között előbb az MKP kelet-magyarországi titkára, majd a debreceni Néplap főszerkesztője lett. 1944. december 16-ától az Ideiglenes Nemzetgyűlés képviselőjeként tevékenykedett. 1944 és 1948 között a Népjóléti Minisztérium Egészségvédelmi Főosztályát vezette. 1948-ban az Egészségügyi Világszövetség első közgyűlésén Magyarország képviselője volt. 1948-tól 1951-ig az Országos Ideg- és Elmegyógyászati Intézet igazgatóhelyetteseként az elmebetegügy országos felügyeletéért volt felelős.
1951. március 27-én letartóztatták, és koholt vádak alapján 1951. október 20-án tizenkét év fegyházra ítélték. 1954-ben felülvizsgálták az ügyét, július 23-án felmentették, és szabadlábra helyezték. 1954-től főorvosi beosztásban agyszövettani laboratóriumot szervezett az Országos Ideg- és Elmegyógyintézetben. 1956 októberében a II. kerületi nemzeti bizottság tagjává és intézetében a munkástanács elnökévé választották. Novemberben az MSZMP II. kerületi ideiglenes intézőbizottság munkatársa lett, azonban röviddel később kivált, mert nem helyeselte a Kádár-kormány politikai irányvonalát. 1957 áprilisában újra jelentkezett a pártba, de mivel politikai magatartását nem tartották elég következetesnek, belépését megtagadták.
1962-ben lett az orvostudomány kandidátusa. 1966 és 1972 között az Egészségügyi Minisztérium III. (Gyógyító–Megelőző Intézmények) Főosztályán tevékenykedett szaktanácsadóként. 1967-ben a British Council ösztöndíjával tanulmányúton járt Angliában. 1969 júliusában az Orvos-továbbképző Intézet neuro-pszichiátriai tanszéke tanszékvezető egyetemi tanára lett. Emellett 1972. február 1-től az Országos Ideg- és Elmegyógyászati Intézet igazgató főorvosi teendőit is ellátta. 1980-ban szerzett akadémiai doktori fokozatot, majd 1983-ban az MTA levelező tagjának választották. A Magyar Partizán Szövetség elnöksége 1981. novemberi ülésén felvette tagjai sorába. 1987. január 1-én, főigazgatóként vonult nyugdíjba.

## Munkássága
Tudományos pályafutásának kezdetén elsősorban a veszettség kórszövettanával foglalkozott, később érdeklődése az agyvelő diffúz gyulladásos, degeneratív és keringési eredetű betegségei felé fordult. Nemzetközileg is jelentős eredményeket ért el különböző neuropszichiátriai betegségek, illetve az alkoholizmussal kapcsolatos kórképek vmint az ún. lassú vírusfertőzések neuropatológiai feltárása terén.

## Főbb publikációi
- A gyermekkori subacut progressív panencephalitisek pathológiája (Budapest, 1961, kanditátusi értekezés)
- Alzheimer s Fibrillary Degeneration in Circumscribed Cerebral (AtrophyActa Medica, 1965)
- Öregkori ideg- és elmegyógyászati kórképek (Budapest, 1967; szerk.)
- Az alkoholizmussal kapcsolatos idegrendszeri bántalmak, különös tekintettel a kisagyvelő lokalizált sorvadására (Ideggyógyászati Szemle, 1968)
- A subacut encephalopathiák kórszövettanáról (Ideggyógyászati Szemle, 1969)
- Tanulmányok az alkoholizmus pszichiátriai következményeiről (Budapest, 1969; szerk.)
- Orvosi pszichológia (Budapest, 1974; szerk.)
- Klinikai pszichológia (Budapest, 1976; szerk.)
- Gyermekneurológia (Budapest, 1977)
- A cerebrovaszkuláris megbetegedések gyógyító-megelőző ellátása (Orvosképzés, 1977)
- A lassú vírusfertőzések idegrendszeri következményei (Az orvosi virológia aktuális kérdései; Budapest, 1978)
- Az agyvelő nagy kiterjedésű gyulladásos és degeneratív folyamatai (Budapest 1979; doktori értekezés)
- A mentálhigiénés ellátás helyzete és lehetőségei Magyarországon (Népegészségügy, 1985)
- A vírus ecephalitisek szöveti reakciói (Értekezések, emlékezések; Budapest, 1985; akadémiai székfoglaló)
- Életesemények, reakciók, betegségek (Magyar Tudomány, 1989)

## Családja
Fia: Tariska Péter (1946) orvos, neurológus; leánya: Tariska Rozália (1949) zenetanár